# Khazar
Le khazar, ou khazarique, est la langue présumée des Khazars, un ancien peuple turcique du Nord du Caucase. Cette langue est très peu attestée.

## Classification
La plupart des linguistes s'accordent pour donner une origine turcique au khazar. Cependant, il est possible qu'il ne s'agisse pas d'une langue, mais de plusieurs,,. Les linguistes sont en désaccord sur le fait qu'il s'agisse d'une langue turque commune, ou oghoure,. Il se peut que, si elle appartient à la branche oghoure (ou onoghouro-bulgariques), elle soit une langue divergente.
Des chroniques de l'époque du khaganat khazar décrivent la/les langue(e) khazare(s) :
- Al-Biruni affirme que les langues des bulgares de la Volga et des Sabires étaient « un mélange de khazar et de turcique »[7],[8] ;
- Al-Muqaddasi décrit le khazar comme « vraiment incompréhensible »[7] ;
- Selon Ibn Hawqal, « le proto-bulgare ressemble au khazar »[9],[10].

## Données
Une seule forme grammaticale est attestée : -oqurüm, qui signifie "j'ai lu". Le Guinness Book of Records a attribué au khazar le statut de langue avec la plus petite littérature ayant existé.
Le reste des données consiste en des toponymes et des titres de noblesse, d'origine turcique,.